# 俄罗斯英雄时代计划
俄罗斯英雄时代计划（俄语：программы «Время героев»）是一項針對特種軍事行動參與者和退伍軍人的教育計畫。目的是從特種軍事行動的參與者中培養高素質、有能力的領導者，以便在國家和市政當局以及國有企業從事後續工作。该计划从2024年3月1日开始。

## 背景
2024年2月29日，俄羅斯總統普丁在聯邦議會發表演說時表示，烏克蘭戰鬥的參與者應在該國活動的許多領域擔任政府領導職務。普丁認為，真正的精英是戰鬥人員，而不是那些在1990年代致富的人。為了實現這個想法，他指示從3月1日起創建一個特殊的教育計畫「英雄時代」。

## 目标
從特别軍事行動參與者中培訓高素質、有能力的管理人員，以便在國家和市政當局以及國有公司進行後續工作。該計劃包括現代管理方法和技術、團隊合作和個人發展方面的培訓。

## 参与资格
該計劃的參與者可以是俄羅斯聯邦公民、作為特種軍事行動一部分進行的戰鬥行動的現任或前任參與者，具有人員管理和高等教育方面的經驗。

## 实施机构
由俄羅斯總統國民經濟與公共管理學院公共管理高等學院实施。

## 批评
政治學家安德烈·科列斯尼科夫（Andrei Kolesnikov) 認為，新的精英將完成該國「權力國家」的圖景，參與戰爭也提供了職業激勵。